# Jack Duncan
Jack Carleton Duncan (født 19. april 1993) er en australsk fodboldspiller, der spiller for Newcastle Jets FC igen efter en enkelt sæson i Randers FC.

## Karriere

### Newcastle Jets
Han skrev i 2010 under med A-League-klubben Newcastle Jets. Han skiftede fra Sutherland Sharks i NSW Premier League. Han fik sin professionelle debut den 19. november 2011 i A-League 2011-12 i en kamp imod Brisbane Roar.

### Randers FC
Den 16. maj 2015 blev det offentliggjort på Randers FCs hjemmeside, at Jack Duncan havde skrevet under på en toårig aftale gældende fra 1. juli.

### Tilbage til Newcastle Jets
Duncan skiftede den 24. juni 2016 tilbage til Newcastle Jets, hvor han skrev under på en toårig kontrakt.